# Stvaranje Adama
Stvaranje Adama (Stvaranje čovjeka) jedan je od devet prizora na najvišem dijelu svoda Sikstinske kapele; ova freska je danas jedna od najprepoznatljivijih slika na svijetu. 
Oslikavanje svoda Sikstinske kapele, nazvane tako po papi Sikstu IV. koji ju je dao izgraditi, naručio je papa Julije II., a izveo je Michelangelo od 10. svibnja 1508. do 31. listopada 1512. godine. Dimenzije ove velike freske su 4,80 x 2,30 m. Iako je četvrta u nizu, dovršena je među posljednjima.
U Stvaranju Adama Michelangelo se približio tajni doticanja čovječanstva i Tvorca i uobličio je. Na slici monumentalni patrijarhalni Bog pruža svoju ruku preko slike, nošen anđelima u ovalu tamnocrvenog plašta, dok mu iza leđa proviruju nage figure, uključujući jednu ženu (koju mnogi smatraju Evom) koja radoznalo gleda preko njegovog ramena i ukrštava pogled s Adamom. U kontrastu s tom dramatičnom grupom, Adam opušteno leži na novostvorenoj zemlji jer još nije primio iskru života koju mu pruža Božja ruka. “Desna ruka Očeva” (prema papinskoj himni Veni Creator Spiritus) snažno potiče “prvoga čovjeka” koji kao da se budi iz sna, pri čemu je Božji kažiprst usmjeren zapovjednički i odlučno, dok Adam jedva uspijeva podići ruku. Bog svoju moć potvrđuje i strogim pogledom usmjerenim na Adama koji se doima pokornim i punim strahopoštovanja.
Osnovu kompozicije čine dva suprotna dijela; desni božanski oval i lijevi zemaljski trokut s Adamom. Između dvaju glavnih likova postoje simetrija i presudna povezanost (pogledi, paralelnost udova, nevidljive poveznice koje čine zakrivljeni prostor). Prazno nebo između njih je također značajno zbog toga što uokviruje mjesto na kojemu se skoro dotiču dvije ruke. Točka gdje se ove dvije ruke skoro spajaju predstavlja žarište cijeloga prizora. Između Božjeg i Adamova kažiprsta kao da postoji iskra, kao da se prenosi energija. Božanski se životni dah prenosi u fizički dodir. Između ova dva prsta leži Očeva ljubav prema onome što je stvorio, ali i nepremostivi jaz između božanskoga i ljudskoga. Michelangelov učenik Ascanio Condovi je o tome rekao: “Videći ispruženu Božju ruku i mišicu, čini nam se kao da Bog Adamu zapovijeda što smije, a što ne smije činiti”.
Da se Michelangelo namjeravao strogo držati priče iz “Postanka” (Post 1, 27: “Na svoju sliku stvori Bog čovjeka, na sliku Božju on ga stvori.”) vidljivo je po fizičkoj sličnosti Boga i Adama; gotovo da se Božji lik na čovjeka prenosi kao otisak. Mišićava, krepka tijela odlikuju istodobno snaga i otmjenost. 
Iako se tonski prijelazi boje teško postižu u tehnici freske, Michelangelo je uspio ostvariti visoku kvalitetu kjaroskura, a najnovija restauracija Sikstinske kapele pokazala je da je izvorno koristio i snažne, raznovrsne i začudo svijetle boje.